# Juan Huguet y Cardona
Juan Huguet y Cardona (Alayor, 28 de enero de 1913-Ferrerías, 23 de julio de 1936) fue un sacerdote católico español y beato de la Iglesia católica.

## Biografía
Juan Huguet y Cardona nació en Alayor en la isla de Menorca, el 28 de enero de 1913. Tuvo tres hermanos: Vicente, Paco y María.
Sacerdote diocesano, se encontró frente a la tragedia de la Guerra civil española a una edad muy temprana. Fue asesinado en Ferrerías en Menorca, el 23 de julio de 1936.
El 10 de mayo de 2012, el papa Benedicto XVI autorizó a la Congregación para las Causas de los Santos a promulgar el decreto sobre su martirio. Finalmente fue beatificado el 13 de octubre de 2013 por el papa Francisco junto a cerca de 500 mártires de la Guerra civil española.